# Homoneura concava
Homoneura concava är en tvåvingeart som beskrevs av Mitsuhiro Sasakawa 2002. Homoneura concava ingår i släktet Homoneura och familjen lövflugor.
Artens utbredningsområde är Taiwan. Inga underarter finns listade i Catalogue of Life.